# Pou de gel d'Agramunt
El Pou de gel d'Agramunt és una obra del municipi d'Agramunt (Urgell) protegida com a bé cultural d'interès local.

## Descripció
El pou de gel es troba al vessant nord del tossal del convent a pocs metres de distància d'un dipòsit elevat encara en ús. Presenta una forma cilíndrica acabada en un casquet esfèric, tot de pedra picada. La construcció aprofita el desnivell del terreny i té un corredor soterrat que la comunica amb l'exterior. Al fons del pou hi ha una mina amb sortida a la base del tossal que li feia de desguàs. El gel procedia de les basses de poca profunditat alimentades des de la séquia molinal. S'alternaven els blocs de gel amb capes de palla per tal de facilitar-ne l'extracció i per mantenir-lo aïllat de la temperatura ambient.

## Història
El pou de gel està documentat des d'inicis del segle xviii, l'any 1706 els paers agramuntins es valien d'un proveïment extern de neu per a les necessitats locals, mitjançant una subvenció. Pel que es desprèn del contracte, el gel arribava d'uns quants quilòmetres lluny. El 1716 hi ha constància que la taverna que expedia el gel produïa uns ingressos per a la vila de 150 lliures.
A l'arxiu parroquial, que es conserva a la Seu d'Urgell, hi ha el plec de condicions pel subministrament de neu per als anys 1702 i 1706 en el qual s'explica que la població havia d'estar proveïda des juny fins a octubre, de les 5 del matí fins a les 9 del vespre. En cas d'escassesa els paers podien racionar la nau i donar prioritat als malalts. El preu de venda s'estableix en quatre diners de la lliura de dotze unces.